# Paul Fernández
Paul Fernández-Simal Bernard (Madrid, España, 6 de febrero de 2002) conocido deportivamente como Paul Fernández es un futbolista hispano franco canadiense que juega como defensa central. Actualmente forma parte del CE Carroi de la Primera División de Andorra.

## Trayectoria deportiva
La etapa formativa de Paul comenzó desarrollándose en clubes de fútbol de la Comunidad de Madrid. Sus primeros pasos tuvieron lugar en 2006 con el CD Canillas donde permaneció por seis temporadas, siendo en la última cuando se interesaron por el jugador otros clubes de mayor nivel.
En 2012 pasó a formar parte de la cantera del Rayo Vallecano. Durante las tres campañas en la que estuvo allí disputó torneos base tanto a nivel nacional como internacional siendo los más destacados los terceros puestos conseguidos ante las canteras de la AS Roma y  Shajtar Donetsk.
Tras abandonar la cantera rayista, regresó al CD Canillas para al año siguiente recalar en la cantera de la Unión Adarve y posteriormente a la de la UD Sanse.
En su segundo año como juvenil regresó al Unión Adarve donde permaneció hasta llegar al combinado U19 de División de Honor Juvenil de España.
En enero de 2021 retornó al Unión Deportiva San Sebastián de los Reyes donde compaginó su actividad con el juvenil y el conjunto filial senior de los mismos llegando a incluso debutar con estos últimos en competición oficial, además de estar en dinámica de entrenamientos con el primer equipo de Segunda División B de España.
Una vez finalizada su etapa base a Paul le llegó la oportunidad internacional, dando el salto a categoría senior siendo anunciado el 20 de agosto de 2021 su fichaje de forma oficial por el CE Carroi de la Primera División de Andorra.

## Carrera deportiva

### Clubes
| Club             | País    | Año               |
| ---------------- | ------- | ----------------- |
| Unión Adarve U19 | España  | 2019 - 2020       |
| UD Sanse U19     | España  | 2021              |
| UD Sanse B       | España  | 2021              |
| CE Carroi        | Andorra | 2021 – Actualidad |